# Assedio di Siracusa (343 a.C.)
L'assedio di Siracusa si svolse intorno all'anno 344 a.C., secondo Plutarco (Plut., Tim., 16, 2) o intorno all'anno 343 a.C., secondo Diodoro Siculo (Diod. Sic., XVI, 68, 11 ss; 70, 1): la critica moderna si divide accettando in alcuni casi l'una o l'altra data. Il conflitto vide contrapposti i Siracusani, cui era accorso in aiuto il generale corinzio Timoleonte, contro l'esercito di Iceta, tiranno di Leontini, alleatosi con il cartaginese Magone.

## Contesto storico
Dopo la morte di Dionisio I di Siracusa (367 a.C.) era salito al potere suo figlio, Dionisio II. Già nel 357 a.C., il suo governo fu rovesciato dallo zio Dione che, entrato in Siracusa con 20 000 uomini, esiliò Dionisio. Lo stesso Dionisio riuscì a rientrare in città nel 347 a.C., approfittando della situazione di instabilità politica che si era venuta a creare con Niseo. Dal 345 a.C. i Siracusani, insofferenti nei confronti della tirannide e volenterosi nel voler deporre Dionisio, si rivolsero alla loro madrepatria, Corinto, che sentendosi ancora molto legata a Siracusa e al primo mitico fondatore, Archia, decretò di inviare dei rinforzi al comando di Timoleonte.
Con settecento mercenari e circa trecento greci salpò da Corinto, superata ogni opposizione, alla volta di Siracusa. I Cartaginesi intanto, che subodoravano di dover entrare prima o poi in guerra con il corinzio, cominciarono a stringere alleanze coi Sicelioti e a preparare l'esercito d'invasione che, secondo Plutarco, sarebbe stato composto da 60 000 uomini, 150 navi e numerose macchine di assedio. In particolare Magone, comandante dell'esercito cartaginese, aveva stretto un patto col tiranno di Leontini, Iceta, che, al pari di Timoleonte, era in contrasto con Dionisio ed era anche riuscito a penetrare in città e a conquistarla, fuorché l'isola di Ortigia, prima dell'arrivo di Timoleonte.

## Antefatti

### L'intervento di Cartagine

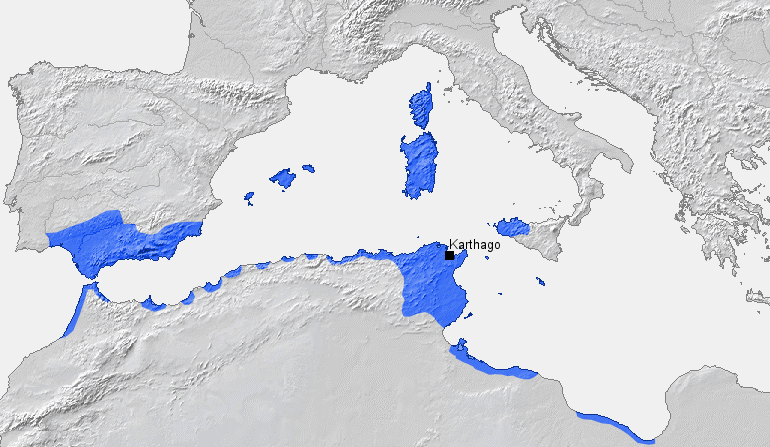
L'estensione cartaginese nel Mediterraneo prima delle guerre romano-puniche. I possedimenti nella Sicilia formavano la cosiddetta «eparchia punica»

Diodoro (Diod. Sic, XVI 67, 1) rende noto che Cartagine, intuendo l'importanza della guerra che stava per scoppiare in Sicilia, si preparò di conseguenza: i cartaginesi strinsero alleanze con i vari tiranni di Sicilia e risolsero i conflitti che avevano ancora in sospeso. Tra i loro maggiori interlocutori vi sarebbe stato fin dall'inizio Iceta di Leontini; scelto per la sua grande influenza, essendo stato eletto dai siracusani come loro comandante contro la lotta a Dionisio II.
I cartaginesi prepararono un numeroso esercito, composto da 60 000 uomini, 150 navi e numerose macchine di assedio, capitanato dallo stratega Annone; Plutarco, pur ricordando Annone, sostiene invece che lo stratega capo dei cartaginesi fosse Magone.
Plutarco sostiene che Iceta, prima che Corinto si decidesse ad accettare la richiesta d'aiuto propostale dai siracusani, mandò delle lettere nelle quali dava indizi riguardo al suo patto segreto con i cartaginesi: secondo Plutarco infatti il piano di Iceta consisteva nel servirsi dei cartaginesi per sconfiggere il tiranno Dionisio II e poi prendere egli stesso il governo di Siracusa. Nelle lettere si esortavano i corinzi a non partire, a non occuparsi più delle sorti di Siracusa. Se sarebbero salpati ugualmente, avrebbero trovato la flotta di Cartagine pronta a sbarrarli il cammino, perché egli, Iceta, a causa dell'eccessivo ritardo di Corinto nell'inviare i soccorsi richiesti, era stato costretto a stringere alleanza con i cartaginesi contro il tiranno.
Proprio le parole di Iceta, furono il movente che spinse anche i più scettici tra i corinzi - coloro che guardavano con freddezza a questa spedizione - ad appoggiare l'invio di soldati in Sicilia, perché a questo punto si preannunciava una guerra contro la pericolosa presenza punica che minacciava l'egemonia greca sull'isola.

### Precedente spedizione di Iceta

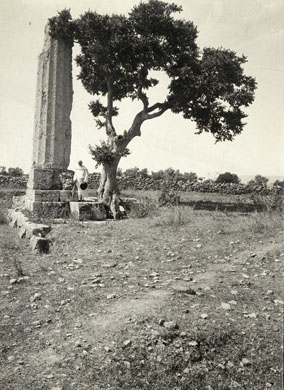
Resti dellOlympieion di Siracusa (fotografia scattata intorno al 1898-1900)

Prima di riuscire ad insediarsi tra le mura di Siracusa e mettere il tiranno con le spalle al muro, Iceta aveva tentato una precedente spedizione, partendo dalla città dove deteneva il potere, Leontini, e giungendo fino al Tempio di Zeus Olimpico, dove costruì una palizzata, localizzata a sud del fiume Anapo, poco distante dalla città. L'assedio durò a lungo ma Iceta rimase infine senza rifornimento per i suoi uomini, per cui si vide costretto a far rientro a Leontini, togliendo l'assedio a Siracusa.
Dionisio II, volendo approfittare dello stato di svantaggio del suo nemico, mandò i suoi mercenari a colpire la retroguardia dei soldati di Iceta. Avvenne una dura battaglia, alla fine del mese di marzo o agli inizi di aprile del 345 a.C. o 344 a.C., tre giorni prima dell'arrivo di Timoleonte, ma per il tiranno di Siracusa l'esito fu disastroso: vennero uccisi più di 3 000 dei suoi mercenari. Iceta a questo punto riuscì ad insediarsi all'interno di Siracusa, e Dionisio II si vide costretto a riparare nella punta più estrema della polis, all'interno dell'isola di Ortigia, con gli ultimi dei suoi mercenari rimasti, pari a 2 000 unità.

### L'arrivo di Timoleonte e la battaglia di Adrano
Plutarco fa capire che Iceta aveva già progettato da tempo l'alleanza con i cartaginesi, ma che la manifestò apertamente solo al momento dell'arrivo di Timoleonte in Italia. Secondo la Sordi e il Muccioli invece il siracusano, tiranno di Leontini, avrebbe formulato l'accordo filo-punico dopo la battaglia contro i mercenari di Dionisio; tre giorni prima dell'approdo delle navi corinzie.
Avendo conquistato parzialmente Siracusa, e avendo costretto il tiranno della polis a ritirarsi nell'acropoli, Iceta mandò quindi venti triremi, capitanate dagli alleati cartaginesi, presso i lidi di Reghion, con lo scopo di far desistere il corinzio dal prosieguo della sua missione.
Secondo Plutarco (Plut. Tim., 7, 4-9, 4), Iceta si mostrò così ostile con la spedizione corinzia perché aveva intenzione di prendere egli stesso in mano il governo di Siracusa, progettando di dividere il potere in Sicilia con Cartagine, senza il terzo incomodo rappresentato dal corinzio.
Dopo varie peripezie, Timoleonte riesce a passare lo stretto di Messina e giungere nella Sicilia orientale. Qui trovò subito l'appoggio del tiranno di Tauromenio, Andromaco (padre dello storico Timeo). Mosse in seguito su Adrano, dove affrontò in battaglia Iceta, sconfiggendolo, nonostante il siracusano disponesse di forze maggiori. A questo punto, vedendo l'evolversi degli eventi, molte città siciliane decisero di mandare ambascerie al corinzio, chiedendogli di stringere alleanza: Adraniti, Tindariti e il tiranno di Katane, Marco (che Plutarco chiama Mamerco); il Talbert, si sofferma anche sulla valutazione del rapporto tra il corinzio e Morgantina.

## Svolgimento
Le fonti primarie non sono concordi tra di esse nella narrazione dei fatti, per cui si hanno due versioni principali riguardo all'assedio di Siracusa. La versione di Diodoro è più breve, mentre quella di Plutarco è più ricca di particolari.

### La versione diodorea
Nonostante la grande vittoria, a Siracusa c'era ancora Iceta e il suo esercito, a cui erano accorsi i Cartaginesi con le loro truppe a sostegno e, come se non bastasse, anche Dionisio II si era trincerato ad Ortigia. Ma in poco tempo ai Corinzi giunsero altri rinforzi mandati dalla patria (duemila opliti e duecento cavalieri) e Timoleonte si alleò con il tiranno di Catania, Mamerco. I Cartaginesi, forse resisi conto che quella guerra non sarebbe stata conveniente per loro, si ritirarono e lasciarono Siracusa. L'occasione venne abilmente sfruttata da Timoleonte che non desistette nell'attaccare e nel volgere in fuga Iceta e Dionisio, il quale riparerà a Corinto e morirà là.

### La versione plutarchea
Dionisio, che occupava l'acropoli e l'isola di Ortigia, intuendo i pericoli e gli svantaggi a cui sarebbe andato incontro se Iceta, il suo alleato, avesse perso, pensò ad abbandonare la resistenza e a unirsi a Timoleonte lasciandogli i comandi dei suoi duemila uomini, dell'acropoli e dell'isola. In cambio il corinzio gli offrì un'imbarcazione con cui riparò a Corinto. Solo dopo accorsero i Cartaginesi a sostegno di Iceta.
I soldati di Timoleonte trovarono ottantamila scudi sull'acropoli, ma nessuna scorta di cibo; e, con la venuta di Magone, diventò ancora più complicato spedire grano e vettovaglie, che provenivano da Katane e Rhegion, alle postazioni corinzie. Questo problema non passò inosservato a Magone e Iceta che convinsero alcuni soldati a dirigersi verso Catania per bloccare ogni tentativo di rifornimento avversario. Ciò fecero ma Neone, un comandante degli assediati, sfruttò l'assenza dell'esercito invasore per conquistare l'Acradina, la zona nord di Siracusa che era prima protetta dagli uomini di Iceta; presa coscienza della perdita della vantaggiosa posizione in città i due comandanti fecero dietro-front e si diressero il più velocemente possibile verso il loro accampamento. Non molto tempo dopo:
(Plutarco, Vite parallele, 20)
Sfruttando la generosa opportunità concessagli da Magone, Timoleonte divise il suo esercito in tre parti comandate rispettivamente da lui, Dinarco e Demareto, penetrando per l'Epipole e l'Acradina mettendo in fuga i soldati di Iceta. Si dice che Timoleonte non perse neanche un uomo durante l'assalto finale.

## Conseguenze
Con questa conquista Timoleonte iniziò i suoi propositi che erano volti a distruggere qualsiasi cosa fosse legata alla tirannide. Cominciò proprio da Siracusa, chiamando a sé molti lavoratori e schiavi perché distruggessero i monumenti, l'acropoli e le dimore di Dionisio. Ognuno si mobilitò per compiere nel minor tempo possibile tutti questi lavori prima che una nuova guerra con Cartagine sconvolgesse di nuovo la Magna Grecia. Timoleonte accolse in città gli esuli e stabilì quanto dare a ognuno secondo giustizia; chiese ai Corinzi di spedirgli dei coloni per abitare Siracusa, che aveva evidentemente visto diminuire la propria popolazione.
Il tema della fortuna che ha significativamente aiuto la vittoria di Timoleonte si ritrova in Diodoro ma soprattutto in Plutarco, che dice che eresse un tempio in onore di Fortuna.

## Il conflitto delle fonti primarie

### Le fonti di Diodoro, Plutarco e Nepote

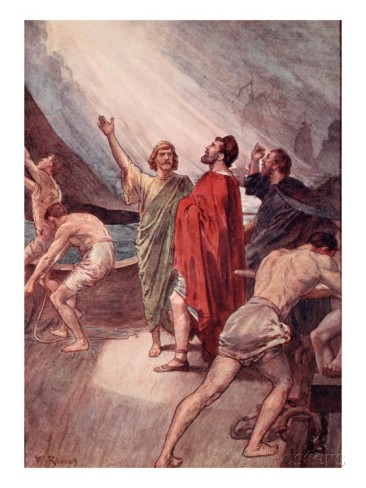
Timoleonte salpa per la Sicilia (William Rainey): una fiaccola miracolosa compare davanti alle navi del corinzio, guidandolo fino alle coste dell'Italia (Diod. Sic., XVI, 66, 3-5.)

Le fonti antiche che narrano lo svolgimento dei fatti sono principalmente tre: i due greci Diodoro Siculo, Plutarco e il latino Cornelio Nepote.
Essi mostrano di avere un atteggiamento differente nei confronti di Timolente, protagonista della vicenda, che si riflette infine sullo svolgimento dei fatti riguardanti l'assedio siracusano. Si suppne che ciò sia dovuto alle differenti fonti originali utilizzate dagli storici d'epoca successiva.
Mentre nel racconto di Plutarco, Timoleonte appare come «uno strumento degli dei» che viene accompagnato e sostenuto da segnali miracolosi (come l'episodio della benda del dio Febo calata sul suo capo o il presagio dell'appio prima della battaglia del Crimiso) per adempiere al suo compito in terra siciliana, nel racconto di Diodoro, invece, il corinzio appare più semplice uomo, con le sue difficoltà, e meno protetto da una forza divinatoria.
La differenza più marcata è tra i resoconti di Diodoro e Plutarco. Scrive a tal proposito il classicista esperto di studi sul Mediterraneo antico, Richard J. A. Talbert:
(Richard John Alexander Talbert, The fall of Dionysius II in Timoleon, 2007, p. 97)
Plutarco (Plut. 13, 2-16, 1) dice che cinquanta giorni dopo la battaglia di Adrano, Dionisio II, vedendosi assediato da Iceta e dal corinzio, decise di arrendersi e di consegnare l'Acropoli a Timoleonte, proponendo di unire le sue forze mercenarie a quelle dei corinzi. Per cui, secondo Plutarco, da quel momento (primavera-estate del 344 a.C.), avendo Timoleonte accettato la proposta del tiranno, si ha una sorta di alleanza tra la parte dionisiana e quella corinzia contro le mire di Iceta e dei cartaginesi.
Viceversa nella versione di Diodoro (Diod. Sic., XVI, 68, 11), non solo si ha uno scoinvolgimento cronologico, per cui Timoleonte marcia verso Siracusa immediatamente dopo la battaglia in terra etnea (345/344 a.C.), riuscendo a prenderla interamente solo nel 343/342 a.C. (Diod. Sic., XVI, 70, 1), ma inoltre, nella versione diodorea, non si fa alcun cenno a questa presunta alleanza tra i mercenari del tiranno e i soldati corinzi.
La Sordi, domandandosi il perché di una così netta differenza proprio nei punti cruciali della narrazione, propone l'individuazione del problema nell'identificazione della fonte primaria dalla quale i due storici attingono per narrare l'assedio. Infatti, nonostante Plutarco attinga dal più antico Diodoro, il suo racconto è comunque troppo particolareggiato per non avere al suo interno una vera e propria fonte che differisca dallo storico di Agira.
Sono due fonti primarie differenti che causano le maggiori divergenze (è noto che Plutarco nella Vita di Dione, citi espressamente le fonti di: Eforo, Teopompo, Timeo, Timonide e Platone, mentre nella Vita di Timoleonte vi sono: Atanide, Eforo, Teopompo, Timeo); dietro la narrazione plutarchea ci sarebbe proprio Atanide, lo storico siracusano che al tempo della spedizione di Dione fu compagno di Eraclide, mentre dietro la narrazione diodorea si celerebbe Timeo, lo storico siceliota noto agli studiosi moderni per la sua aperta ostilità nei confronti dei due Dionisi.

### L'accordo tra Dionisio II e Timoleonte

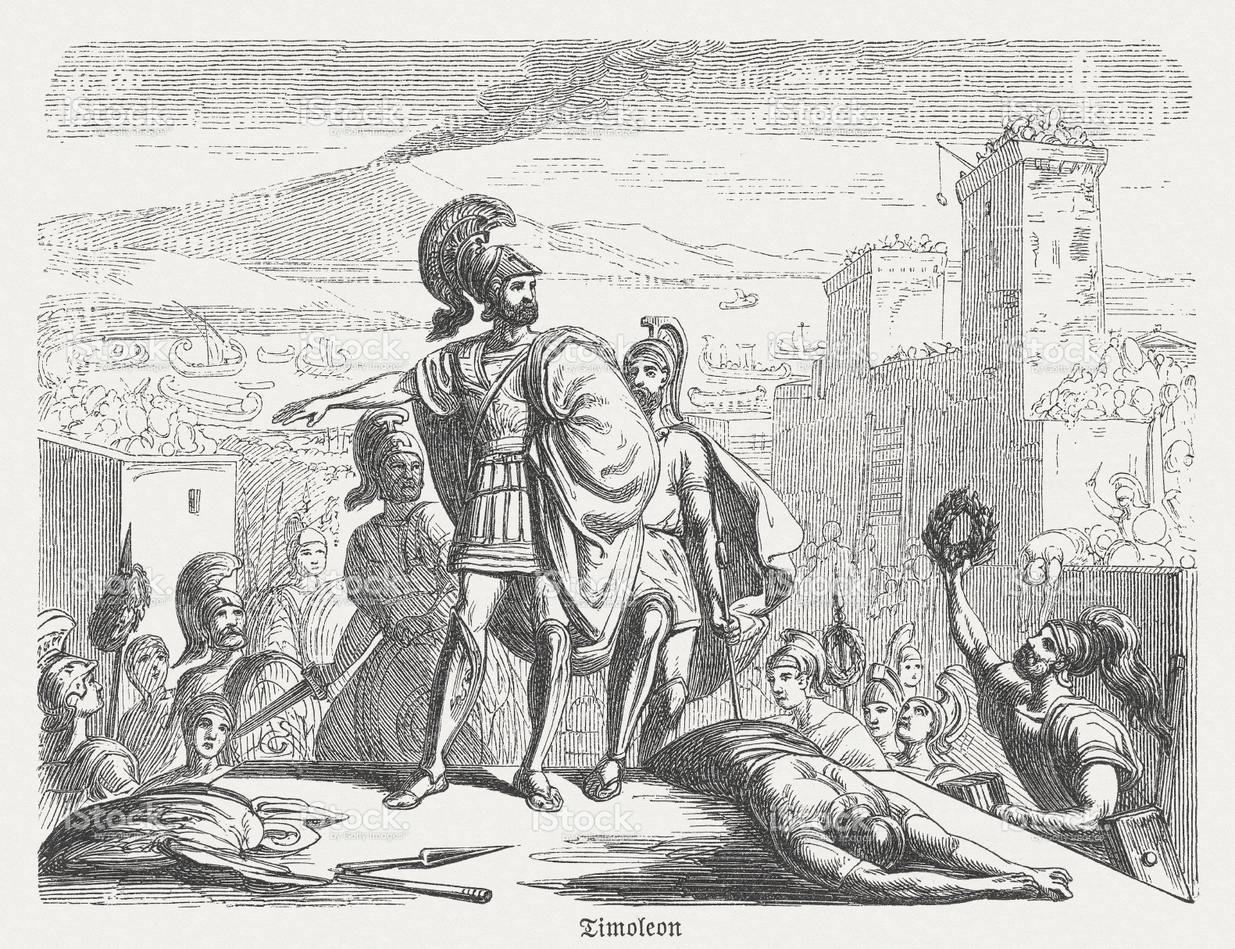
Timoleonte trionfante dopo la presa di Siracusa (344 a.C.); pubblicazione del 1882

Con l'individuazione delle due fonti, Atanide e Timeo, si spiegano anche le principali divergenze esistenti tra la narrazione di Plutarco, e in questo caso anche con quella di Nepote - che sembra essere molto più in sintonia con la fonte plutarchea -, e quella di Diodoro. Infatti l'assenza dell'accordo pattuito tra le forze del tiranno e quelle del corinzio contro Iceta e i cartaginesi, sarebbe da attribuire a Timeo, il quale, essendo egli vissuto nell'epoca di Agatocle, e vedendo nel tiranno del suo periodo la continuazione dell'odiato operato dei due Dionisi, non avrebbe sopportato di vedere colui che egli considerava il «liberatore» dei sicelioti, Timoleonte, fare accordi con il despota, Dionisio II, preferendo piuttosto "omettere" il fatto.
Anche lo slittamento cronologico (dal reale 344 al pretenzioso 343/342 a.C.) sarebbe scaturito dal calcolo timeico; incentrato nell'abile spostamento delle date, attuato con una «sottile deformazione», volta ad oscurare il patto che Timeo considerava scandaloso tra Dionisio II e Timoleonte.

### Il ruolo di Iceta
Tuttavia nemmeno il racconto di Plutarco sarebbe esente da una grave marcatura: l'eccessiva perfidia di Iceta. Se in Diodoro Iceta viene descritto rispettando le tappe che lo condussero poi all'effettivo accordo con Cartagine, in Plutarco egli viene invece descritto fin da subito come un personaggio subdolo e senza scrupoli, cancellando effettivamente quella parte storica che lo vedeva amico di Dione, quindi operante dallo stesso lato politico di Timoleonte.
Della medesima opinione è il Muccioli, il quale sottolinea a più riprese come la figura di Iceta appaia esclusivamente negativa in Plutarco: Iceta viene accusato dallo storico di Cheronea di aver fatto uccidere la famiglia di Dione (la sorella, Aristomache, la moglie, Arete e il loro figlio di pochi anni), con delle motivazioni che il Muccioli analizza, ritendendole controproducenti, per cui un gesto apparentemente senza senso logico, per l'operato stesso del personaggio; sospettando quindi nell'origine poco attendibile della fonte utilizzata da Plutarco. Inoltre non si accenna al rapporto precedentemente esistente, per cui della possibile eredità culturale, tra Dione e Iceta. Muccioli infatti sostiene che l'accordo stipulato da Iceta con Cartagine, non era altro che la continuazione del progetto politico attuato da Dione verso la potenza africana:
La Sordi sostiene che l'eccessivo accanimento nei confronti di Iceta, sia dovuta ad una delle fonti originali usate da Plutarco: Atanide; costui essendo stato fedele compagno di Eraclide, nemico storico di Dione, riversò il suo rancore per l'uccisione del compagno nella figura di Iceta, continuatore politico del disegno politico dioneo.

### Ambiguità tra lotta al tiranno e lotta ai punici
Altra incongruenza notevole nelle fonti è la diversa finalità che avrebbe avuto Iceta quando, insieme ai siracusani, spedì l'ambasceria a Corinto.
Plutarco (Tim. 2, 1-3) imposta la richiesta di Iceta in chiave anti-punica, mentre secondo la testimonianza riportata da Diodoro (Diod. Sic. XVI, 65, 1) e Cornelio Nepote (Nep. Tim. 2, 1), la richiesta di Iceta era rivolta a chiedere l'intervento contro il tiranno Dionisio II.
Questa ambiguità tra la priorità della missione corinzia rivolta alla lotta contro il potere tirannico o contro la minaccia punica, resta presente per tutta la durata della narrazione plutarchea.
Gli storici moderni hanno ipotizzato che il motivo di questa ambiguità possa risiedere nella politica anti-barbarica in auge all'epoca della spedizione timoleontea. Era infatti molto più importante sottolineare come i corinzi si stessero prodigando per debellare la minaccia punica dalla terra siciliana, piuttosto che concentrarsi in una lotta di greci contro greci, dunque dannosa per l'ideologia conservatorista della stirpe greca, come quella rappresentata dalla cacciata del tiranno siracusano Dionisio II.
(Muccioli, Dionisio II. Storia e tradizione letteraria, cap. VII, p. 418)